# Lilleø (Guldborg Sund)
 For alternative betydninger, se Lilleø. (Se også artikler, som begynder med Lilleø)
Lilleø er en lille ubeboet ø i det sydlige Guldborg Sund mellem Lolland og Falster, umiddelbart nordvest for naboøen Kejlsø.